# Autoramas
Autoramas ist eine brasilianische Rockband aus Rio de Janeiro. Sie verbindet in ihrer tanzbaren Rockmusik Einflüsse aus Beat, Rockabilly, Surf, Punk, und New Wave. Sie singen auch in Englisch, überwiegend jedoch auf Portugiesisch.

## Geschichte

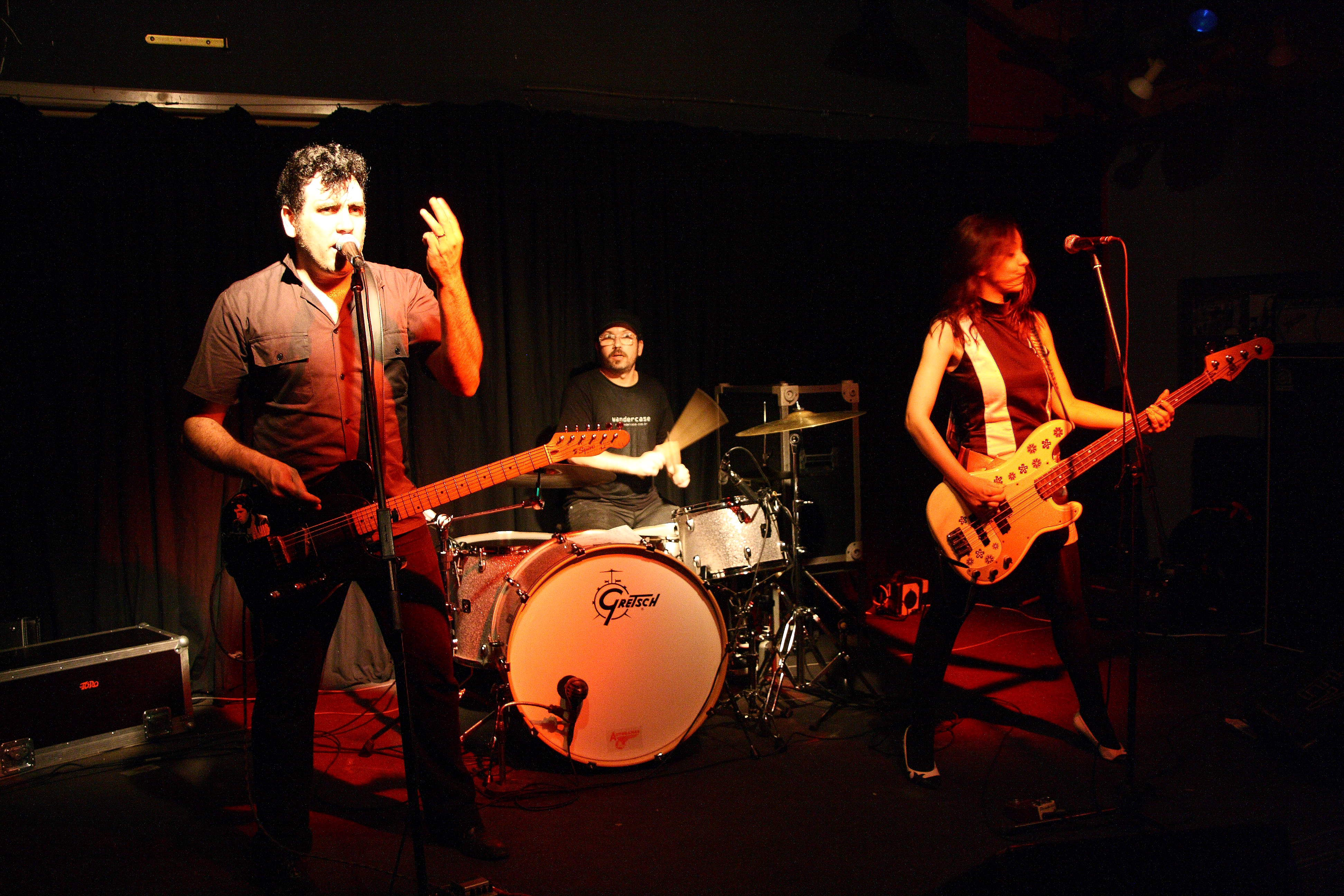
Autoramas live im club W71 (Weikersheim 2010)

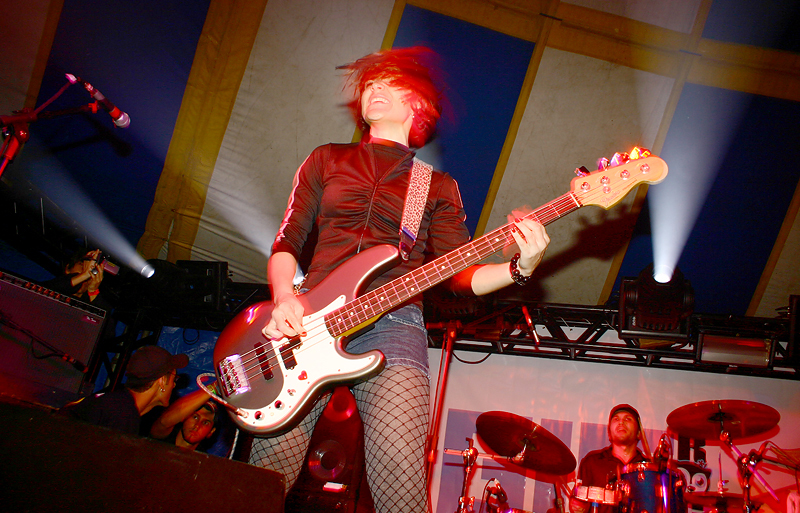
Autoramas live mit der ehemaligen Bassistin Selma (2007)

Gabriel Thomaz gründete 1988 die Rockband Little Quail and The Mad Birds in seiner Heimatstadt Brasília und war auch als Songschreiber aufgefallen, etwa für Raimundos und Ultraje a Rigor. Nach der Auflösung seiner Band 1996 zog er nach Rio de Janeiro, wo er 1997 die Band Autoramas gründete, mit dem Schlagzeuger Nervoso und der Bassistin Simone do Vale, die zuvor die Pressearbeit der Gruppe Planet Hemp betreute. Den Namen entliehen sie der in Brasilien üblichen Bezeichnung für Slot Cars, und die Band kultiviert seither entsprechend auch Anspielungen an Kinderspielzeug und Comics, neben ihren deutlichen Referenzen an die popkulturelle Symbolik ihrer Einflüsse. Der Name spielt auch auf die Vorliebe für alte Autos an, die beispielsweise Sänger Gabriel hegt, der ein Puma-Cabrio besitzt.
Nervoso verließ die Band noch vor ihrem ersten Auftritt 1998. Für ihn kam der frühere Planet Hemp-Schlagzeuger Bacalhau in die Gruppe. Dieser war kurioserweise 1994 seinerseits von Nervoso in der Band Acabou La Tequlia (des bekannten Musikers Kassin) ersetzt worden. Die Liveauftritte und CD- und Schallplatten-Veröffentlichungen der Autoramas erhielten die Aufmerksamkeit der Musikszene und zunehmend auch der Musikpresse des Landes, die sie mit B52s, Devo oder den Jovem Guarda- und Yéyé-Gruppen verglichen. 2001 spielten sie beim Rock-in-Rio-Festival u. a. mit Mudhoney und den Pixies, was ihre Bekanntheit weiter steigerte. In der Folge nahmen ihre Veröffentlichungen und ihre Auftritte zu, die sie auch ins Ausland führten. So spielten sie 2002 eine erfolgreiche Japan-Tour mit Guitar Wolf. Seither ist die Gruppe auch mehrmals durch Europa getourt. 2005 gewannen die Autoramas drei Auszeichnungen bei der Verleihung der MTV Music Awards in Brasilien.
2008 kam Flávia als Bassistin in die Band, und löste damit Selma ab. Diese hatte 2004 die Gründungsbassistin Simone ersetzt. Flávia spielte zuvor im Underground Rios in zahlreichen Garagebands und ist parallel zu den Autoramas auch Sängerin und Gitarristin des 2006 von ihr gegründeten weiblichen Garage-Trios As Doidivinas.
2009 spielten sie für MTV Brasil ein akustisches Konzert mit zahlreichen Gästen, darunter der Produzent und bekannte Barão Vermelho-Musiker Roberto Frejat. Der Auftritt erschien nach seiner Ausstrahlung auch als CD und als DVD. 2011 nahmen Autoramas ein neues Album auf, das sie mit Hilfe ihrer Fans im Crowdfunding-Modell finanzierten.
Anfang 2015 kündigt Autoramas eine neue Besetzung an. Von den Gründungsmitgliedern blieb nur Gabriel Thomaz (Gesang) übrig. Neu hinzu kamen Melvin (Bass), Fred Castro (Ex-Schlagzeuger bei Raimundos) und Érika Martins (Ex-Penélope) mit Gitarre, Percussion, Keyboards und Gesang. Der ehemalige Schlagzeuger Bacalhau verließ Autoramas für ein Revival seiner ursprünglichen Band Planet Hemp.

## Diskografie
Alben
- 2000: Stress, Depressão & Síndrome do Pânico
- 2001: Vida Real
- 2003: Nada Pode Parar Os Autoramas
- 2007: Teletransporte
- 2009: MTV Apresenta Autoramas Desplugado (auch als DVD)
- 2011: Música Crocante
- 2016: O Futuro Dos Autoramas
- 2018: Libido
- 2022: Autointitulado

Darüber hinaus veröffentlichte die Band eine Vielzahl Singles und EPs, teils als Split zusammen mit anderen Gruppen. Auch auf zahlreichen Kompilationen in Brasilien, Japan, Argentinien, Europa und den USA war die Band vertreten.